# Valkó
Valkó nagyközség Pest vármegyében, a Gödöllői járásban.

## Fekvése
Valkó Pest vármegyében, a Gödöllői-dombság keleti felén fekvő, sűrű tölgyerdőkkel övezett, 2300 lakosú nagyközség. A 3-as főútról Gödöllőnél letérve 14 kilométer után érhetjük el legkönnyebben.

## Története
Nevét egy szláv eredetű személynév után kapta, melynek jelentése farkas. Mint minden közösségben, itt is találhatunk a település nevéhez kapcsolódó népmondát: Régen Valkó helyén nem volt más, mint egy hatalmas erdő. Senki nem lakott itt, csak az állatok. Egyszer erre tévedt egy öregember. Nem volt egyebe, mint három éhes gyereke és egy sovány, vak lova. Csúfolták is érte: vak-ló, Valkó! Gondolta, itt, ahol nem lakik senki, nincs ki csúfolja. Le is telepedett, az erdő egy részét kiirtották, a fából házat építettek, az irtványt megművelték a friss fűtől szépen kigömbölyödött vak lóval. Mikor a három fiúgyermek felcseperedett, mindhármójuk gazdag feleséget kapott magának. A lakatlan erdőt így benépesítették, amin azóta is rajta maradt a szegény ember csúfneve: Valkó.
Területe régészeti leletekben gazdag, honfoglalás előtti múltját az ásatásokból előkerült, a Magyar Nemzeti Múzeum tulajdonában lévő leletek tanúsítják. E tájra 3500 évvel ezelőtt települt először ember. Csiszolt kőkorszaki, bronzkori, szkíta, kelta és szarmata tárgyak kerültek elő az ásatások során. Leglátványosabb régészeti emléke a római korból ránk maradt Csörsz-árok védelmi vonalának sánca. A 3. század második felében hunok uralták a területet, majd Attila halála után a longobárdok, utánuk pedig az avarok. Első írásos említése 1425-ből származik. Birtokosai között megtalálhatjuk a Rozgonyi és a Báthori-családot is. A 17. századtól az Esterházy család birtokába került, az 1700-as évek elején a Stahrembergek is tulajdont szereztek itt. 1867-ben a Pénzügyminisztérium megvásárolta határának nagy részét, és az Országgyűlés I. Ferenc József magyar királynak adományozta, a Grassalkovich-uradalommal együtt, koronázási ajándékul. Vadban gazdag erdőségei koronás fők vadászterületéül szolgáltak. 1945 után a Korona-uralom Állami Erdészetté alakult. A település erdészete mellett említést érdemel a mezőgazdasága is, amely az évszázadok során a lakosok fő munkahely forrása volt.

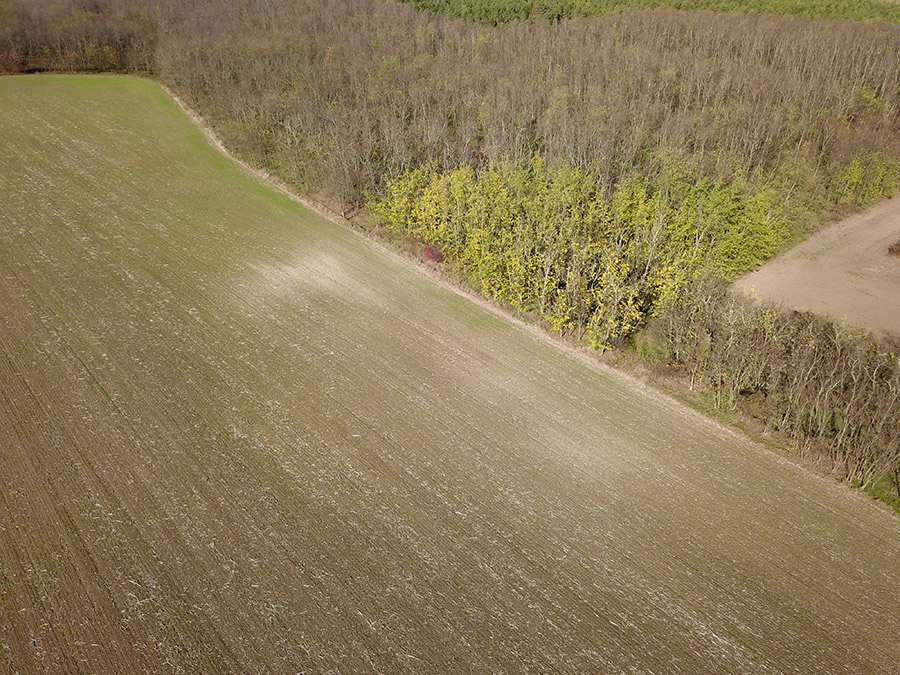
Valkó, Csákópart, Árpád-kori várhely

## Közélete

### Polgármesterei
- 1990–1994: Sziráki Mihály (független)[4]
- 1994–1998: Sziráki Mihály (független)[5]
- 1998–2002: Sziráki Mihály (független)[6]
- 2002–2006: Molnár-Szabó László (független)[7]
- 2006–2010: Sziráki Szilárd (független)[8]
- 2010–2014: Sziráki Szilárd (független)[9]
- 2014–2019: Sziráki Szilárd (független)[10]
- 2019–2024: Sziráki Szilárd (független)[11]
- 2024– : Sziráki Szilárd (független)[1]

## Földrajza
Valkó a Cserháthoz csatlakozó Gödöllői-dombságon, az Alföld északnyugati peremén fekszik, Budapesttől keletre 44 km-re, Gödöllőtől délkeletre 14 km távolságra, az északi szélesség 47° 31’ – 47° 35’ és a keleti hosszúság 19° 26’ – 19° 34’ között.
A Gödöllői-dombság, mely a község határát magában foglalja, a nyugati Cserhát hegycsoportjaiból (Csővári hegyek) déli irányban helyezkedik el, és folyamatos lejtéssel mélyen benyúlva olvad bele az Alföld síkságába. Eredetileg délkelet felé lejtő fennsík terült el a változatos táj helyén. Pusztulását és a mai felszín kialakulását a természeti erők (szél, víz) állandó és hosszú időn át ható munkája eredményezte.
Völgyeinek bevágódása már a pliocén végén megkezdődött. Ez a folyamat gyorsan haladt előre a puha pannon rétegekben, annál is inkább, mert az uralkodó szél iránya megegyezett az erózió (a víz, szél felszínt alakító, pusztító munkája) irányával. A szél azonban csak kezdetben mélyítette a völgyeket, később a Dunából kihordott futóhomokkal lassan feltöltötte azokat, majd a halmokat is betakarta.
Az Alföldet borító utolsó tengert – a Pannon-tengert – az újkőkorszak második felében meglassúbbodó süllyedés, a földkéreg emelkedése, a folyók hordaléka belső tóvá, az úgynevezett Levantei tóvá változtatta. Ennek a tónak nem volt lefolyása, belőle finom szemcséjű üledék rakódott le, amelyre a beömlő folyók rárakták a maguk durvább hordalékait, s így lassan elsekélyesedett, feltöltődött, kiszáradt. A feltöltődött hajdani tengerfenék, a kéregmozgások következtében összetöredezett, a hatalmas vetődések mentén lassan megemelkedett, illetőleg megsüllyedt. Ez a folyamat azt eredményezte, hogy az eredetileg vízszintes telepedésű rétegek dőlésszöge megváltozott, és ennek következtében a felemelt hátság délkelet felé dőlt.
A fokozott, s mind jelentősebb feldarabolódás következtében a hátságból egyre kisebb eredeti felszíndarabok maradtak meg, és a párhuzamos dombvonulatok is egyre nagyobb mértékben veszítették el platójellegüket. Ma még ugyan számos helyen megtalálhatók, túlnyomó részt azonban lepusztultak. A dombság végeredményében a mai állapotában helyenként plató jellegű, az eredeti térszín maradványaiból álló, érett állapotban lévő dombvidék.
Valkó környékén az alaphegység körülbelül 2000 m mélységben található meg, mely triász időszaki dolomitból áll. Erre települt mintegy 100 m-es eocén és körülbelül 900 m-es oligocén képződmény. Ezt mintegy 50–100 m vastag miocén réteg követi, amely a budai-hegység felé vékonyodik. A miocén időszaki képződményeket pannon medenceüledék fedi, melynek vastagságát szintén 900 m-re becsülik. Legfelül a fiatal negyedkori képződmények találhatók: a 30–40 m vastagságú pleisztocén réteg.
A talajrétegződéseket igen szépen mutatja a község határában, a Szentpálhegy lejtőjén fúrt kút, amely 1923 m mélységig hatolt a föld mélyébe, s naponta 103 m3 erősen sós (1295 mg/l kloridtartalom), gázos vizet szolgáltatott. Sajnos a víz nyugalmi szintje 89 m mélységben van a terepszint alatt. A kútszelvény szerint a felszín közelében mintegy 40 m vastagságban negyedkori rétegek fejlődtek ki, majd 600 m-ig felsőpannóniai, 1000 m-ig alsópannóniai, 1200 m-ig miocén, 1900 m-ig oligocén, alatta eocén, illetve triászkori képződmények következnek. Az eocénkori mészkő rétegek általában kis vastagságúak, ami a helyenkénti hiányos lepusztulással magyarázható.
A község határának talaja – a Gödöllői-dombság talajformájának megfelelően – vastag lösztakaró.
A település vidéke löszön kialakult dombhát, változatos homokkeveredési arány szerinti talajkialakulással. Az átmeneti részek a meszes homok valamelyik arányú keveredését jelzik az uralkodó löszön. Összetétel szerint vályogos szerkezetű, jó szellőzöttségű talaj.
A löszön kialakult talajok közül Valkóban főleg barna erdőségi talaj, mezőségi talaj, valamint a magas talajvízszintű területeken réti talaj található meg. A község földterületének 89,1%-a könnyű vályog, 10,9%-a nehéz homok. A termőtalaj százalékos megoszlása a következő: közömbös talaj 59,1%; meszes talaj 29,5%; erősen meszes talaj 11,4%.

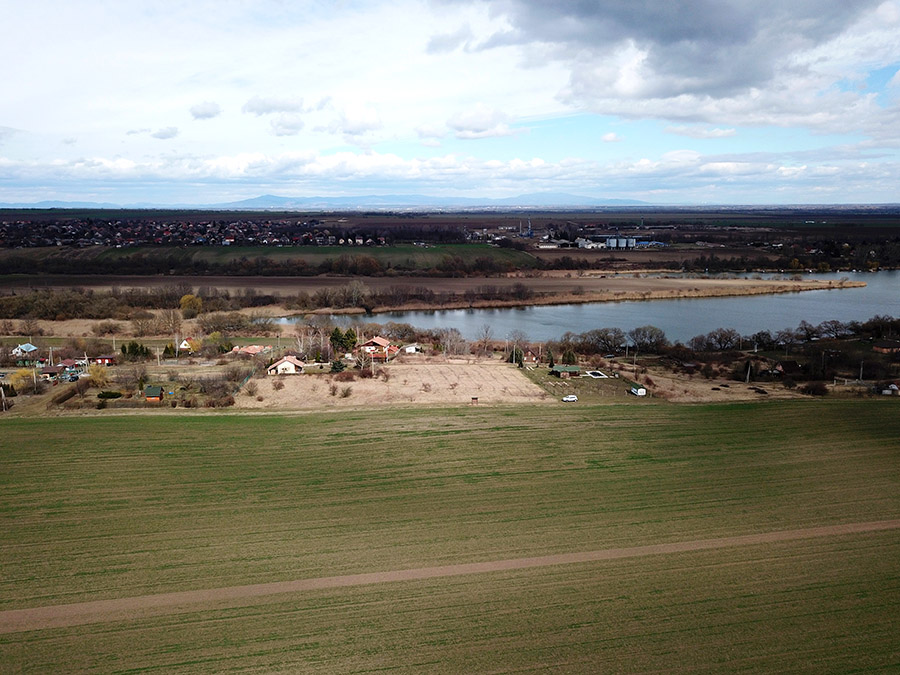
Valkó, Kása-tető, Mavic – légi fotó

A község belterületét dombok veszik körül, valamint nyugatról és délről erdő. Valkó határa a Gödöllői-dombság legszebb része. Tengerszint feletti magassága 168–267 m között váltakozik. Legmagasabb pontja az erdővel borított 267 m magas Szentpálhegy. Szép látványt nyújtanak az 5–15°-os lejtői: a Tekenőspart, Ördöngöspart, Kásatető, Ferrengtető, Temetőpart, Cinegés stb. Völgyei: a mélyebb Nagyvölgy és az Úszóvölgy, valamint a kisebb Kozmavölgy és a Gólyavölgy, északnyugat-délkeleti irányt mutatnak. Nagyjából kelet-nyugati irányban, mintegy 4 km hosszúságban, a Csörsz árka szeli át a község határát, melynek mélysége helyenként a 6–7 m-t is eléri. A településnek ásványi kincse nincs, de az építkezésekhez szükséges agya és homok bőven megtalálható.
A hazánkban nagy ütemben folyó kőolaj- és földgázkutatás Valkó határait is érintette. Több helyen végeztek próbafúrást, mélyfúrást. Az előzőekben ismertetett szentpálhegyi mélyfúrásnál hőforrásra bukkantak, amit azóta is betondugó zár el.

## Éghajlata
A község éghajlatára vonatkozó adatok több mint 50 évre visszamenően állnak rendelkezésünkre, így elég hosszú megfigyelés-sorozatból vonhatjuk le következtetéseinket.
A községet körülölelő dombok és erdők jelentősen befolyásolják a táj éghajlatát. Fékezik a szél erejét, ezáltal csökken a talaj párolgása, a talaj kiszáradása meglassul. Az évi középhőmérséklet +9,3 C°.
Az átlagos évi hőingadozás 26 C° körüli értéket tesz ki.
Nyara az Északi Középhegység déli részének nyarától jelentősen hűvösebb, ezért szőlőművelésre nem alkalmas, azonban annál alkalmasabbá teszi ez a körülmény arra, hogy a vadak kedvelt helyévé legyen.
A legtöbb napsugár júliusban, a legkevesebb decemberben érkezik. A napsugárzási átlagok júliusi maximuma kb. 308 óra, a decemberi minimuma kb. 47 óra. A napsugárzás évi átlaga 2073 óra.
A légnyomás értéke a tenger szintjére számítva 761-765 Hgmm, a valóságos légnyomás pedig 740 Hgmm körüli. Tehát Valkó, hazánk alacsony légnyomású centrumához tartozik.
A szélerősség rendszerint 1-2° Beaufort szerint, tehát aránylag gyenge.
A csapadék évi átlaga 678 mm.

## Vízrajza
Valkó határa vízben szegény. Az erdőben található néhány forrás jelentéktelen, erdőirtások következtében kiszáradnak, számuk egyre csökken. A község határában valamikor nagy mennyiségű mocsaras rét volt. Ezeket lecsapolták, talaját felszántották, megművelték. Ma már csak kisebb foltokban találhatjuk meg.
A falu egyetlen patakocskája a Hajta patak, amely a Homokcsárda mögötti kertekben ered. Bár állandóan csörgedezik, vízhozama csak a nagyobb esőzések idején emelkedik. A patak a falut keresztül szelve a Papréten egyesül a Vácszentlászlón eredő Malom patakkal, majd Zsámbokon keresztülfolyva Tápiószelénél torkollik a Tápióba. A Tisza vízrendszeréhez tartozik.
A talajvizet csak a lapályosabb, mélyebben fekvő területeken érjük el 10 méteren belül. A községnek vastag, jó vízátbocsátó talaja van.

## Élővilága
Valkó erdős-dombos vidékén növény- és állatfajták sokasága él. Az élővilág nem a különleges egyedeivel, hanem inkább sokféleségével tűnik ki.
A növényvilág gyepszintjén számtalan gyom és fűféle él. Néhány említést érdemlő, vadon termő gyógynövény: nagy foltokban található az erdei tisztásokon az ibolyakék virágú, vérnyomáscsökkentő hatású télizöldfű, a nyugtató hatású macskagyökér, a régen kelmék tisztítására használt úgynevezett magyar szappangyökér, mely az erdeinkben a homokos lejtőkön tenyésző fátyolvirág vagy dercefű gyökere. Az erdei szamóca is nagy foltokban fordul elő.
A fákat figyelve megtaláljuk a kemény fát adó Tölgyet (Quercus sp.), az igen jó szerszámfát, a Gyertyánt (Carpinus betulus) és a Szilt (Ulmus graba). Sűrűn előfordul erdeinkben a Mezei juhar (Acer campestre), az illatos Hárs (Tilia sp.), a bútorfátszolgáltató Kőris (Fraxinus excelsior), az illatos, és ízletes mézet szolgáltató, de agresszív Akác (Robinia pseudoacacia), a Nyár (Populus sp.), és a magasabb tájakat kedvelő fajok képviselői közül jelen van az Erdei fenyő (pinus silvestris), Feketefenyő (Pinus nigra), a Lucfenyő (Picea excelsa), a Vörösfenyő (Larix decidua) és a Duglászfenyő (Pseudotsuga Douglasii).
A község állatvilága is igen változatos képet mutat. Az itt élő számos rovarfaj közül néhány még a laikus számára is érdekes, például az erre közönséges orrszarvúbogár és legnagyobb bogarunk, a szarvasbogár, amelynek hímjei párbajukkal igen érdekes látványt nyújtanak. A madarak közül a ragadozómadarak és a baglyok rendjét sok faj képviseli. Ezeken kívül fontos megemlíteni a vadászok kedvenceit: a fácánt, a foglyot és a tavasszal húzó szalonkát. Érdekes madár errefelé még a kakukk és a lappantyú is.
Emlősök közül érdemes megemlíteni a mókust, az üregi nyulat és a nagyobb testű mezei nyulat. A környező erők nagyvadjai világhírűek. Szarvasbőgés idején külföldi vadászok mellett a természetfilmek forgatói is ellátogatnak a településre, hogy a valkói erdő szarvasaiban gyönyörködjenek, megörökítsék őket, vagy trófeáikkal gazdagítsák gyűjteményüket. A szarvasoké mellett jelentős az őz, a vaddisznó és a muflon állománya is. Számtalan díjnyertes vaddisznótrófea került ki a Valkó körüli erdőkből.

## Népesség
A település népességének változása:
| Lakosok száma | 2427 | 2402 | 2429 | 2525 | 2529 | 2519 | 2527 |
|               | 2013 | 2014 | 2018 | 2021 | 2022 | 2023 | 2024 |

A 2011-es népszámlálás során a lakosok 88,7%-a magyarnak, 10,4% cigánynak, 0,4% németnek, 0,4% románnak mondta magát (11,2% nem nyilatkozott; a kettős identitások miatt a végösszeg nagyobb lehet 100%-nál). A vallási megoszlás a következő volt: római katolikus 52,1%, református 4,5%, evangélikus 0,4%, görögkatolikus 0,2%, felekezeten kívüli 11,5% (29,5% nem nyilatkozott).
2022-ben a lakosság 90%-a vallotta magát magyarnak, 5,3% cigánynak, 0,4% németnek, 0,3% ukránnak, 0,3% románnak, 0,1-0,1% bolgárnak és szlováknak, 2,3% egyéb, nem hazai nemzetiségűnek (9,8% nem nyilatkozott; a kettős identitások miatt a végösszeg nagyobb lehet 100%-nál). Vallásuk szerint 42,6% volt római katolikus, 4,9% református, 1% evangélikus, 0,4% görög katolikus, 0,2% ortodox, 2,8% egyéb keresztény, 0,6% egyéb katolikus, 12,1% felekezeten kívüli (34,9% nem válaszolt).

## Nevezetességei
Valkó egyetlen történelmi korra visszatekintő épülete, az 1820-ban épült római katolikus templom. Itt megtekinthető az 1672–ből származó kehely, az 1700-as években készült rokokó faszobor és az Isaszegi út sarkán álló Nepomuki Szent János szobor. A II. világháború folyamán megsérült szobor alapzatának helyreállítása során -mivel az egyházközség új szobor létesítését tervezte- találtak rá a talapzat alatt elásott jelenleg is látható szoborra, melyet még 1774-ben Bogács Ferenc Valkói lakos készíttetett. Új szobor készíttetése helyett ezt -az utólag tévesen 1789 évszámmal jelzett- szobrot állították a talapzatra.
A község Szoborparkja dús növényzettel díszített, amelyben a falu hősi halált halt fiainak emlékét őrzi a Honvéd-szobor. 1929-ben felállították az első világháborúban elesett hősök szobrát. A szobrot Lukácsi Lajos budapesti szobrász készítette el. A szobor felállítására 300 négyszögöl területű telket jelöltek ki, melyet az elöljáróság feltöltetett és bekeríttetett. A szobor felállíttatásának költségeiből mintegy 1100 pengőt a község lakói közadakozással gyűjtöttek össze. A rendszerváltás óta az 1848–49-es forradalom és szabadságharc évfordulója tiszteletére itt rendezzük ünnepi megemlékezésünket.
Sokan nem tudják még, hogy a Csörsz árok nyomai Valkó mellett (is) láthatóak. A gödöllőiek többsége sem ismeri a gödöllő-valkói szakaszt, így jelentős történelmi emlék merült idáig feledésbe. Már 1067-ben a százdi apátság alapítólevelében említést tesznek róla. Sok népmonda foglalkozik vele, számtalan kutatás indult építésének, keletkezésének körülményeinek feltárására. Több néven is olvashatunk róla: Ördögárok, Avarárok, Csörsz árok. Ároktőnél, a Tisza mellől indul, majd két részre szakad, egyik ága Heves vármegyéből indul, Valkón a Képesfa közelében ér véget, a másik ága pedig Borsod vármegyén keresztül Sajószentpéterig ér. A község határában a Tekenős parton több helyen derékszögben megtörik, helyenként eléri a 4 métermélységet, és a 9 méter szélességet is. Vidékünkön a töltés a déli oldalon található. Az utóbbi évek kutatásai során már biztosnak tekinthetjük, hogy miután a rómaiak feladták Dáciát, I. Constantinus római császár uralkodása alatt épült, 322–332 között. Római mérnökök irányítása mellett szarmaták készítették a közös ellenség, a dákok ellen, preventív védelmi céllal. Tulajdonképpen nem egy árokról, hanem 3-4 egymás mögött húzódó, kb. 20 km-es szakaszokból álló árokrendszerről van szó.
Az Isaszegi út elején található a napközi otthonos óvoda (100 férőhelyes). Nagy játszótér, az épületen belül pedig négy foglalkoztató várja a gyermekeket. A Móra Ferenc Általános Iskola 1986-ban épült a község központjában. 8 tanterem, egy könyvtár és egy internet terem áll a diákok, tanárok rendelkezésére. Az iskolához tartozó tanuszoda, szauna, konditerem nem csak a község, de a környező települések lakosainak is kikapcsolódási, sportolási lehetőséget biztosít.
A községben található Vadászkastély, amely igen nagy látogatottságnak örvend mind a hazai mind a külföldi vadászok körében. Gödöllő felől érkezve, a község elején található a Szabadidőpark, mely több rendezvénynek és a játszótérnek is az otthona. A központtól nem messze található a cukrászda. A község saját futballcsapattal és sportpályával is rendelkezik. Egyéb kikapcsolódási lehetőséget, a sporthorgászok részére a Valkó-Vácszentlászlói Víztározó nyújtja. A stégeket akár éjszakai horgászatra is használatba lehet venni, egészen a tulajdonosok megérkezéséig. Horgászjegyeket, Vácszentlászló központban lehet megvásárolni. A tó két partján, szépen kiépülő nyaralóövezet található. A község a Gödöllői Rendőrkapitányság és a Valkói Önkéntes Polgárőr Egyesület felügyelete alá tartozik.

## Képek

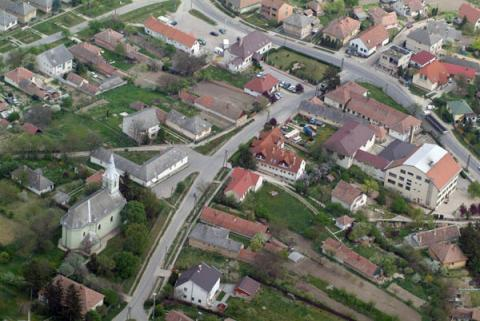
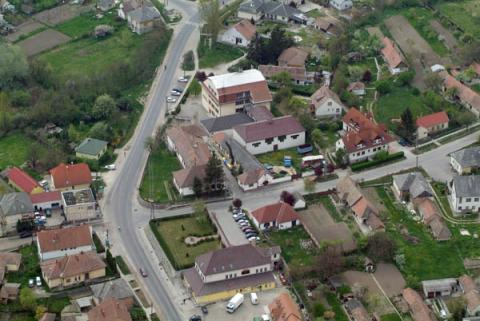